# Juan Castañeda
Juan Castañeda Cortés (ur. 18 października 1980 w Burgos) – hiszpański szpadzista, srebrny medalista mistrzostw świata.
Podczas mistrzostw świata w Turynie w 2006 roku Hiszpanie w składzie: José Luis Abajo, Ignacio Canto, Juan Castañeda i Eduardo Sepúlveda zdobyli srebrny medal w zawodach drużynowych. W tej samej konkurencji był też między innymi ósmy na mistrzostwach świata w Lipsku w 2005 roku.
Nigdy nie wziął udziału w igrzyskach olimpijskich.